# Zoot Horn Rollo
Zoot Horn Rollo (pravé jméno Bill Harkleroad, 8. leden 1949 Kalifornie) je americký kytarista, nejvíce známý jako člen skupiny Captain Beefheart and The Magic Band. V roce 2003 se stal 62 nejlepším kytaristou všech dob podle časopisu Rolling Stone.